# Юнайтед Парк
«Юна́йтед Парк» (англ. United Park), ранее «Ха́нки До́рис Парк» (англ. Hunky Dorys Park) — футбольный стадион в городе Дроэда, Ирландия. Домашняя арена команды «Дроэда Юнайтед», выступающей в Ирландской премьер-лиге. Вместимость стадиона составляет 2000 мест.

## История
Летом 2010 года на стадионе прошла реконструкция, были установлены 1500 сидений, сделаны новые туалеты и крытые места для ВИП-посетителей.